# 岩滝口駅
岩滝口駅（いわたきぐちえき）は、京都府宮津市須津にある、WILLER TRAINS（京都丹後鉄道）宮津線の駅である。駅番号はT16。「宮豊線」の愛称区間に含まれている。
愛称駅名は「阿蘇の入江駅」（あそのいりええき）。

## 概要
駅は宮津市内にあるが、鉄道駅の無かった旧岩滝町（現・与謝野町）の玄関駅であるため、岩滝町への入り口という意味で「岩滝口駅」と名称がついている。
普通列車のみ停車。1996年3月16日のダイヤ改正までは、急行「丹後」1号・2号（西舞鶴駅まで普通列車として運転。）5号（西舞鶴駅から普通列車）・8号・9号の停車駅だった。
国鉄・JR時代は駅前のタバコ屋兼宿屋であった、旅館江戸屋のたばこ売り場で切符を販売していた。
また、第2日曜日には、吉津婦人会による、「ふれあい ほっとさろん」を当駅舎内にて開催している。

## 歴史
- 1925年（大正14年）7月31日：国有鉄道の宮津駅 - 丹後山田駅（現・与謝野駅）間延伸時に開業[1][2]。
- 1970年（昭和45年）10月1日：貨物の取り扱いを廃止[2]。
- 1984年（昭和59年）2月1日：荷物扱い廃止[2]。
- 1985年（昭和60年）3月14日：駅員無配置駅となる[8]。
- 1987年（昭和62年）4月1日：国鉄分割民営化により、西日本旅客鉄道（JR西日本）の駅となる[1][2]。
- 1990年（平成2年）4月1日：北近畿タンゴ鉄道への宮津線移管により、同鉄道の駅となる[1][2]。
- 1992年（平成4年）3月：現駅舎に改築。
- 2015年（平成27年）4月1日：WILLER TRAINSへの移管により、京都丹後鉄道宮豊線の駅となる。

## 駅構造

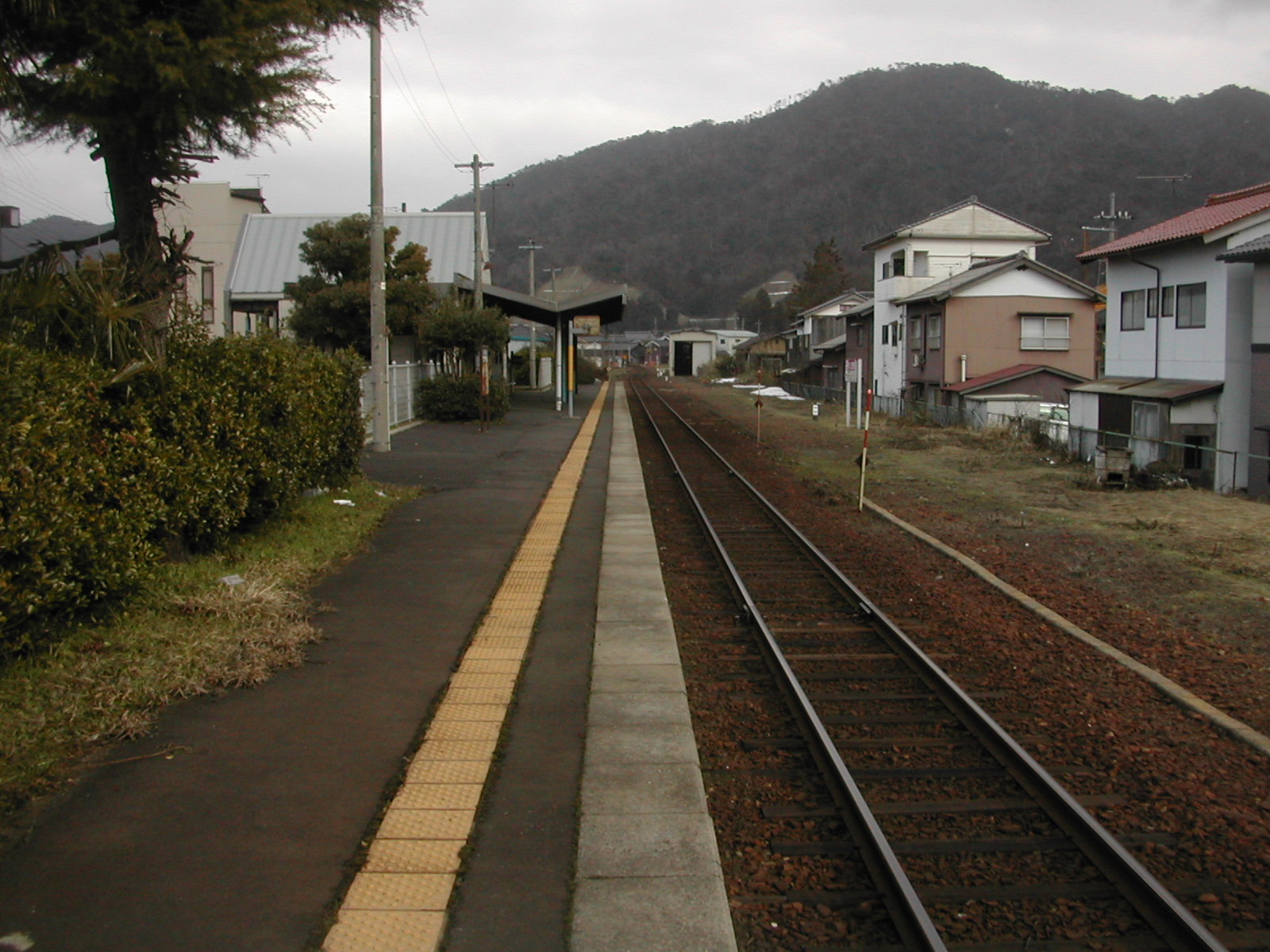
ホーム（2006年2月）

西舞鶴方から見て線路は西に延び、北側に1面1線のプラットホームがある地上駅。分岐器や絶対信号機がないため、停留所に分類される。
国鉄での開業当初は駅員配置駅であったが無人化され、行き違い施設も設けられていたが撤去された。

## 利用状況
1日の平均乗車人員は以下の通りである。
| 乗車人員推移 | 乗車人員推移 |
| 年度         | 1日平均人数  |
| ------------ | ------------ |
| 1999         | 156          |
| 2000         | 137          |
| 2001         | 140          |
| 2002         | 90           |
| 2003         | 99           |
| 2004         | 85           |
| 2005         | 123          |
| 2006         | 96           |
| 2007         | 107          |
| 2008         | 104          |
| 2009         | 82           |
| 2010         | 60           |
| 2011         | 60           |
| 2012         | 68           |
| 2013         | 47           |
| 2014         | 47           |
| 2015         | 38           |
| 2016         | 63           |
| 2017         | 55           |
| 2018         | 47           |
| 2019         | 44           |

## 駅周辺
駅前は住宅地となっているが、店舗が点在する。国道は北側、高速道路は南側を通るが、ともに駅から少し離れた所を通る。なお、駅と国道の間は京都府道614号線で結ばれている。
- 宮津与謝消防組合消防本部
- 宮津警察署吉津駐在所
- 吉津郵便局
- 日本冶金工業大江山製造所
- 須津彦神社
- 山陰近畿自動車道 - 南西側に与謝天橋立ICがある。
- 国道176号
- 国道178号
- 京都府道・兵庫県道2号宮津養父線
- 京都府道614号岩滝口停車場線

## バス路線
駅前に丹海バス「岩滝口」停留所があり、宮津駅・伊根方面への路線を運行している。2006年に丹海バスの当駅乗り入れにより鉄道との接続を改善した。かつての「岩滝口駅前」は「須津」に改称している。

## 隣の駅
WILLER TRAINS（京都丹後鉄道）
■宮豊線（宮津線）
快速「丹後路」（下りのみ運転）
通過
普通
天橋立駅 (T15) - 岩滝口駅 (T16) - 与謝野駅 (T17)